# Augustine Phillips
Augustine Phillips, falleció en mayo de 1605, fue un actor de teatro isabelino que actuó en grupos con Edward Alleyn y William Shakespeare. Fue uno de los primeros actores ingleses en lograr una cierta riqueza y un estatus social por medio de su propio oficio de actor.

## Primeras actuaciones
En primer lugar, Phillips ingresó en el registro histórico como miembro de la fusión de Lord Strange's Men y Admiral's Men que interpretaron The Seven Deadly Sins, posiblemente también por Richard Tarlton, entre 1590 y 1592. En la trama actual de esta actuación, a Phillips le fue asignado el papel de Sardanápalo si bien es uno de los pocos actores que no están obligados a desempeñar un doble papel. Fue nombrado en la orden de gira emitida por Strange's Men en 1592. Después de la muerte de su patrón, Ferdinando Stanley, se unió al nuevo Lord Chamberlain's Men, posiblemente como un participante más.
Phillips permaneció con la compañía a través de su cambio a King's Men y su muerte en 1605. Poco se sabe con certeza de sus papeles en la compañía, excepto que probablemente ya era un hombre maduro cuando se reunió la compañía. Él aparece en las listas de reparto de Ben Jonson Every Man in His Humour (1598), Every Man Out of His Humour (1599), y Sejano (1603). Pudo ser el autor de Phillips His Slipper, entró para la publicidad en el Stationers 'Register en 1595.
Fue uno de los seis participantes, con una octava parte, en el Globe Theatre, cuando se construyó en 1598-99. Con el tiempo, esta inversión lo convirtió en un hombre realmente rico, al menos en lo que respecta a los actores isabelinos. Al igual que Shakespeare, Phillips vivió durante muchos años cerca de su trabajo en Southwark, en Paris Garden, cerca del Swan Theatre, y en Aldgate; en el momento de su muerte era dueño de una casa en Mortlake, en Surrey.

## Conflictos profesionales
En 1601 fue nombrado representante de la compañía llamada a declarar ante el Consejo Privado sobre su participación en la rebelión del conde de Essex; los hombres de Chamberlain habían sido pagados por los partidarios del Conde para realizar el Ricardo II de Shakespeare antes del golpe. El testimonio de Phillips parece que mitigó la ira que la corte pueda haber sentido hacia los actores, que no fueron castigados, y de hecho actuaron para Isabel I en Whitehall el 24 de febrero de 1601, la noche anterior a la ejecución de Essex. La elección de Phillips como representante es interesante, ¿por qué él, y no Shakespeare o Burbage? Testificó que los Lord Chamberlain's Men habían actuado a petición de los partidarios de Essex, específicamente porque se les ofrecieron 40 chelines más de lo normal. Esto puede indicar que Phillips tuvo como rol el mantener las cuentas financieras de la compañía.
La evidencia sugiere una vida profundamente entrelazada con el teatro ya que era hermanastro de su compañero King's Man, Thomas Pope y, a su vez, su hermana se casó con otro actor, Robert Gough.
Las hijas de Phillips, Magdalen y Rebecca, fueron bautizadas en la parroquia de San Salvador en Southwark en 1594 y 1596, respectivamente. Un hijo, Augustine o Austen, también fue bautizado en el mismo lugar en 1601 y enterrado tres años después. El testamento de Phillips, que se firmó el 4 de mayo de 1605 y legalizado el 13 de mayo de 1605, menciona a otras dos hijas, Anne y Elizabeth, a su esposa Anne, además de hermanos, hermanas y otros parientes de una gran familia. La voluntad incluye una serie de legados interesantes y reveladores:

## Testamento
- Un cuenco de plata por valor de £5 a cada uno de los actores, John Heminges, Richard Burbage y William Sly.
- Una pieza de oro de 30 chelines cada una para Shakespeare, Henry Condell y Christopher Beeston .Beeston es descrito como el «sirviente» de Phillips y era casi seguro un antiguo aprendiz.
- 20 chelines en oro cada uno a Lawrence Fletcher, Robert Armin, Alexander Cooke, Richard Cowley y Nicholas Tooley.
- 40 chelines a su aprendiz James Sands, junto con un crucifijo, una bandurria y un laúd, todos pendientes de «la superación con éxito de su período de años en su contrato de aprendizaje».
- 40 chelines a su «aprendiz tardío» Samuel Gilburne, además de las mangas de terciopelo «color ratón» de Phillips, su traje de tafetán negro y su jubón de tafetán blanco, su capa púrpura, su espada, su daga y su viola de bajo.
- £5 a dividir entre los hombres contratados de la compañía de la cual yo soy. (sic)

La diversidad de los instrumentos musicales que poseía implican obviamente que Phillips era músico, y como tal, probablemente estuvo involucrado en la música dramática utilizada en producciones a lo largo de su carrera.